# Лагуна-Комби
Лагу́на-Ко́мби — швертбот, спроектированный в 2010 году конструктором Борисом Ершовым. Имеет четыре модификации на основе стеклопластикового корпуса: гребную, моторную, парусную и РИБ, которые изготавливаются в Санкт-Петербурге.
Рангоут швертбота состоит из мачты длиной 3 м, гафеля и гика. Мачта раскрепляется легкосъёмными вантами и штагом.
У «Лагуны-Комби» может быть два варианта парусного вооружения: простое — типа «кэт», и «шлюп-гуари» — когда ставятся три паруса (грот, стаксель, геннакер).
В корпусе «Лагуна-Комби+» встроен дополнительный герметичный носовой рундук ёмкостью 100 литров. Размеры и вес позволяют перевозит швертбот на крыше легкового автомобиля.
На швертботах «Лагуна-Комби» с 2011 года организуются регаты на Судальском озере в Санкт-Петербурге, на других водоёмах Северо-Запада, в акваториях Московской, Псковской, Вологодской и других областей Российской Федерации.

## Технические характеристики
| Наименование           | Лагуна-Комби  | Лагуна-Комби+ |
| ---------------------- | ------------- | ------------- |
| Длина (max), м         | 3,54          | 4,00          |
| Ширина (max), м        | 1,37          | 1,44          |
| Высота борта, м        | 1,44          | 1,44          |
| Вес корпуса, кг        | 59            | 65            |
| Грузоподъёмность, кг   | 250           | 350           |
| Подвесной мотор, л. с. | 5             | 5             |
| Материал корпуса       | Стеклопластик | Стеклопластик |